# Шад Бофор
Шад Бофор (фр. Chapdes-Beaufort) је насељено место у Француској у региону Оверња, у департману Пиј де Дом.
По подацима из 2011. године у општини је живело 1028 становника, а густина насељености је износила 32,34 становника/km².

## Демографија
| 1962. | 1968. | 1975. | 1982. | 1990. | 1999. | 2011. |
| ----- | ----- | ----- | ----- | ----- | ----- | ----- |
| 1.195 | 1.157 | 1.005 | 990   | 1.011 | 1.011 | 1.028 |